# الدوري الوطني لكرة القدم للسيدات 2015
الدوري الوطني لكرة القدم للسيدات 2015 هو الموسم 3 من الدوري الوطني لكرة القدم للسيدات. أقيم خلال الفترة 10 أبريل 2015 وحتى 6 سبتمبر 2015، وأشرف على تنظيمه اتحاد الولايات المتحدة لكرة القدم، وكان عدد الأندية المشاركة فيه 9، وفاز فيه نادي كانساس سيتي.